# Pietrzyki
Pietrzyki (niem. Wiesenheim, do 1904 r. Pietrzyken) – wieś w Polsce położona w województwie warmińsko-mazurskim, w powiecie piskim, w gminie Pisz. W latach 1975–1998 miejscowość administracyjnie należała do województwa suwalskiego.

## Historia
Wieś powstała w ramach kolonizacji Wielkiej Puszczy (Wcześniej był to obszar Galindii). Wieś ziemiańska, dobra służebne w posiadaniu drobnego rycerstwa (tak zwani wolni pruscy), z obowiązkiem służby rycerskiej (zbrojnej). W XV i XVI w. wieś w dokumentach zapisywana była pod nazwami Steffenstock, Scheffenstck, Pietrzicken.
Okolica obecnej wsi Pietrzyki wymieniana była już w dokumencie z 1424 r. – 60 łanów przy Steffanflies wraz z młynem. Wieś służebna nadana w 1435 r. przez komtura bałgijskiego Erazma Fishborna, za wiedzą wielkiego mistrza Pawła von Rusdorfa, na prawie chełmińskim, z wyznaczonymi 10 latami wolnizny od służby zbrojnej i płużnego. Dobra te nadano Stefanowi Rafałowi na 16 łanach przy Steffenstok, z obowiązkiem jednej służby lekkozbrojnej. Od imienia pierwszego właściciela powstała pierwsza nazwa wsi. 
Druga nazwa, która zachowała się do dzisiaj, prawdopodobnie została utworzona od imienia Piotr - być może jednego z późniejszych właścicieli. Pietrzyki wymieniane były w dokumentach z roku w 1447 (istniał tu młyn), 1448, 1486. W 1539 r. wymieniany jest młyn i młynarze w Pietrzykach. Na młyn w Pietrzykach przywilej wystawił książę Albrecht dopiero w 1561 r., informując w tym dokumencie, że młyn ten od niego otrzymał nieżyjący już komornik ziemski Jan z Pietrzyk, a w momencie wydawania dokumentu młyn należał do jego synów. 